# Bruno Vain
Bruno Vain (Buenos Aires, Argentina , 23 de agosto de 1974) es un periodista y conductor argentino radicado en Estados Unidos. Actualmente trabaja en Apple TV,luego de haberse desempeñado en Univision, Telemundo, ESPN, Fox Sports (Latinoamérica), Bein Sports, GolTV,El Trece, TV Pública y Rock and Pop, entre otros medios. También es padre de 2, Uma y Luca. .

## Biografía
Cursó sus estudios de periodismo en DeporTEA, de donde se graduó en 1994. Comenzó su carrera en FM Rock & Pop junto a Marcelo Gantman y Mario Pergolini. A fines de ese año ingresa en Torneos como productor de "La Magia de la NBA” . A partir de 1996 se convierte en conductor del programa, obteniendo excelentes ratings para su franja horaria. La Magia de la NBA fue además reconocido por la NBA como uno de los ciclos más destacados entre los más de 200 países a los cuales la Liga distribuye su material.
A partir de 1997 relata “El clásico”, el partido principal de cada jornada del fútbol argentino, en inglés, desde los propios estadios para Fox Sports World (EE. UU.). En el 2000 conduce “TyC Deportivo”, el noticiero deportivo diario de TV Pública y comienza a narrar fútbol en español, primero en “El Nacional” y "Futbol x 2" en TyC Sports y luego en Futbol de Primera por El Trece.

### Estados Unidos
En octubre de 2000 es contratado por la cadena Panamerican Sports Network con sede en Miami, donde se desarrolla como relator de NBA y conductor del ciclo de debate y análisis PSN Deportivo.
Desde 2002 comienza a trabajar para GolTV como narrador de La Liga, Serie A (Italia) y conductor de los shows 45/45 y Volkswagen Gol, entre otros.
En 2006 es contratado por la cadena Univision para relatar el Mundial 2006 desde Alemania.
A partir del 2007 lo incorpora DirecTV Sports, señal que se instala como un nuevo jugador entre las cadenas deportivas top de la región.
Inmediatamente se convierte en una de las caras de la señal, relatando los principales partidos de La Liga , la Champions League, la Premier League, Serie A y la NBA, entre otras competiciones. Además forma parte integral de las coberturas especiales de DirecTV Sports en los Mundiales de Futbol, Juegos Olímpicos, Mundiales de Básquetbol, Copa América, Finales de la NBA, NBA All Star Game, Preolímpicos FIBA AmeriCup, y de los programas más destacados como Central 680 y Futbol total.
Paralelamente continuó trabajando en cadenas de EE. UU. como Fox Deportes (narrando Copa Libertadores de América, Serie A (Italia) y MLS) o Bein Sports (en inglés y español), narrando La Liga, Eliminatorias de CONMEBOL para la Copa Mundial de Futbol, ATP Tour y participando en programas como The Locker Room.
En 2021 narró las Finales de la Copa Libertadores y la Copa Sudamericana para la señal internacional de la Conmebol y condujo los shows bilingües en todas las plataformas digitales de CONCACAF, en ocasión de la Liga de Naciones de la Concacaf 2019-20 y Copa Oro 2021

## Coberturas
- 1996 NBA All-Star Game (El Trece)
- 1997 NBA All-Star Game (El Trece)
- 1998 NBA All-Star Game (El Trece y ATC)
- 1999 NBA Finals (El Trece)
- 2000 NBA All-Star Game (El Trece)
- 2001 NBA All-Star Game PSN
- 2003 NBA All-Star Game (Fox Sports)
- Alemania 2006 (Univision)
- 2007 NBA All-Star Game (ESPN Deportes)
- Copa Panamericana 2007 (DirecTV Sports)
- Copa América 2007 (Fox Deportes)
- 2009 NBA Finals (DirecTV Sports)
- Juegos Olímpicos de Vancouver 2010(DirecTV Sports)
- Mundial 2010 (DirecTV Sports)
- Mundial FIBA 2010(DirecTV Sports)
- 2011 NBA All-Star Game (DirecTV Sports)
- Super Bowl 2011(DirecTV Sports)
- FIBA Américas 2011 (DirecTV Sports)
- Mundial Sub-20 de 2011(DirecTV Sports)
- Juegos Olímpicos de Londres 2012 (DirecTV Sports)
- 2013 NBA Finals (DirecTV Sports)
- 2014 FIFA World Cup (DirecTV Sports)
- 2014 FIBA World Championship (DirecTV Sports)
- 2014 NBA Finals (DirecTV Sports)
- Copa América 2015 (Bein Sports)
- 2015 NBA All-Star Game (DirecTV Sports)
- Juegos Olímpicos de Río de Janeiro 2016 (DirecTV Sports)
- Copa América Centenario (DirecTV Sports)
- Copa Confederaciones 2017 (DirecTV Sports y Futbol de Primera Radio)
- All-Star Game de la NBA 2018 (DirecTV Sports)
- Mundial Rusia 2018 (DirecTV Sports)
- Mundial FIBA 2019 (DirecTV Sports)
- All-Star Game de la NBA 2020 (DirecTV Sports)

## Trayectoria
| Año             | Cadena                 |
| --------------- | ---------------------- |
| 1994-2000       | Torneos y Competencias |
| 2000-2002       | PSN                    |
| 2002-2006       | GOL TV                 |
| 2002-2003       | Telemundo              |
| 2007-2011       | Fox Deportes           |
| 2007-2009       | ESPN Deportes Radio    |
| 2011-2020       | BeIN Sports            |
| 2007-Actualidad | DirecTV Sports         |
| 2020-Actualidad | CONMEBOL               |